# Pia Hagmar

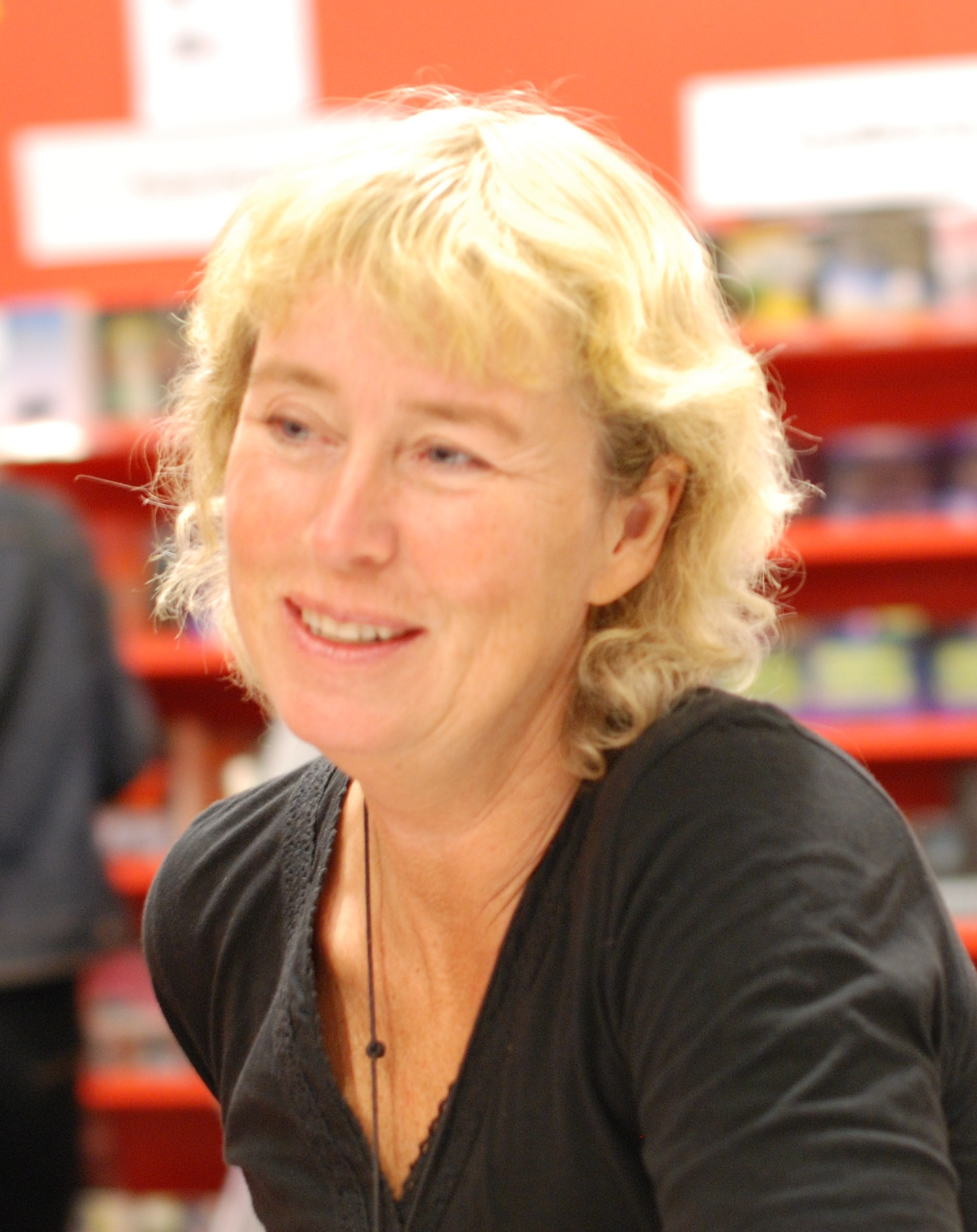
Pia Hagmar på Bokmässan i Göteborg 2010

Pia Hagmar, född 13 maj 1961, är en svensk författare av barn- och ungdomslitteratur.
Pia Hagmar har tidigare arbetat som bland annat hemsamarit, guide och
journalist. Hon debuterade 1991 med Sara och Misty och har främst skrivit hästböcker och detektivromaner. Detektivromanserien heter Dalslandsdeckarna och utspelar sig i Dalsland, där Pia Hagmar var bosatt och hon har använt sina tre söner som inspiration för rollfigurerna i den serien.
Boken Klaras vintersorg blev film 2010, se Klara (film).